# 霍洛
霍洛（英語：Jolo），又译和樂，是菲律宾民答那峨穆斯林自治區苏禄省的首府，位於霍洛島西北部，歷史上曾是蘇祿蘇丹國的首都。2015年的人口統計顯示和樂人口為125,564人，其中90%信仰伊斯蘭教、10%信仰基督宗教。
2019年1月27日，位於霍洛的加爾默耳山聖母主教座堂發生爆炸案，造成18至20人死亡，82至111人受傷。菲律賓國家警察認為該爆炸案的策劃者為阿布沙耶夫成員。